# 국경 아닌 국경선
"국경 아닌 국경선"은 1964년 공개된 대한민국의 영화이다.

## 배역
- 최무룡
- 김지미
- 황정순
- 전창근
- 최지희